# عملية كربلاء 5
عملية كربلاء 5 أو حصار البصرة «التسمية الإيرانية» عملية هجومية قامت بها إيران في محاولة للاستيلاء على ميناء مدينة البصرة العراقية في أوائل عام 1987. قابلها الدفاع العراقي بتسمية «معركة الحصاد الأكبر» هذه المعركة عرفت بالخسائر الكبيرة والظروف الشرسة وكانت أكبر معركة حربية وبداية لنهاية الحرب بين إيران والعراق.

## المقدمة
مع دخول الحرب بين إيران والعراق عامها السابع رغب كلا الطرفين في كسر الجمود. كان هدف إيران مدينة البصرة والتي تعتبر المنفذ الرئيسي ومصدر رئيسي للنفط في العراق. قررت إيران أن المدينة يجب أن تسقط من أجل هزيمة صدام حسين أيضا. حاصرت إيران المدينة منذ عام 1982 إلا أنها بقيت مصرة على جعلها المعركة النهائية للحرب. أراد الإيرانيون أيضا إقامة روابط مع القوات في شبه جزيرة الفاو التي استولوا عليها بالفعل في جنوب العراق. كان توقيت العملية يتزامن مع فصل الشتاء لذلك أعاقت الأمطار الغزيرة المدرعات والدفاعات العراقية. العراقيين بهدف كسر الجمود ألحقوا خسائر كبيرة قدر الإمكان في القوات الإيرانية على أمل كسر الروح المعنوية للشعب الإيراني.
تشكل القوى العاملة في الجيش العراقي من ستة ألوية مجندة فضلا عن لوائين من الحرس الجمهوري في مكان قريب. أقام العراقيون حاجز اصطناعي لمواجهة إيران وذلك باستخدام السدود والقنوات من شط العرب لإنشاء بحيرة اصطناعية المعروفة اختصارا باسم بحيرة السمك التي بلغ طولها 30 كيلو متر وعرضها 1800 متر. وصف الجنود برائحة الأسماك الميتة بسبب إمطار البحيرة بالكثير من القذائف. المهندسين العراقيين تمكنوا من وضع أقطاب كهربائية في المياه. علاوة على ذلك زرع العراقيين حقول ألغام وأقاموا سلسلة من الخنادق والتحصينات والأسلاك الشائكة بلغ مجموعها خمسة خطوط دفاع. بالإضافة إلى ذلك وراء كل ممر مائي وخط دفاع رادار موجه للمدفعية وطائرات هجوم أرضية ومكافح طائرات الهليكوبتر القادرين على اطلاق الغاز السام بالإضافة إلى الذخائر التقليدية. بحلول ذلك الوقت كانت خطوط الدفاعات كاملة وعرف عند العراقيين باسم جدار الفولاذ.
كانت إستراتيجية إيران للاختراق من خلال هذه الخطوط الدفاعية الضخمة وتطويق البصرة وعزل المدينة وكذلك شبه جزيرة الفاو عن بقية العراق. وقع الهجوم الأكبر والأكثر تطورا منذ عام 1984 الذي كان في الواقع جزء من إستراتيجية إيران في حرب الاستزاف من أجل ضرب ضربة لا يمكن تحملها ضد العراق كما كان الإيرانيون لديهم أمل ضئيل في نصر حاسم في مواجهة إعادة تسليح العراق واسع النطاق. كانت هناك آمال باحتمال سقوط العراق من خلال الاستنزاف الكبير وجعل البصرة عاصمة بديلة موالية لإيران لتشكيل حكومة عراقية جديدة. كانت خطة إيران هي القيام بهجوم رئيسي على البصرة للفت الانتباه إليها وفي نفس الوقت القيام بهجوم تضليلي آخر باستخدام القوات المدرعة الإيرانية في الشمال لتشتيت المدرعات الثقيلة العراقية عن البصرة. بالنسبة لهذه المعارك فإن إيران أعادت توسيع الجيش الخاص بها من خلال تجنيد العديد من المتطوعين الباسيج والباسداران الجدد.
جمع الإيرانيون من 150 ألف إلى 200 ألف جندي من الجيش النظامي ومقاتلوا فيلق محمد من حرس الثورة الإسلامية والباسيج. الفيلق نفسه يتكون من رجال تتراوح أعمارهم من 12 إلى 70 سنة. لم يكن الفيلق مدربا كما كان يفعل نظرائهم العراقيين وتلقوا تدريب بسيط في 40 يوم. لكن الإيرانيين كانوا يتمتعون بدعم جوي كبير يتضمن طائرات هليكوبتر من طراز شينوك وبيل. أشاد أكبر هاشمي رفسنجاني بالقوات متجهة للجبهة قبل بدء العملية:
عشية عيد الميلاد لعام 1986 أطلقت إيران عملية كربلاء 4 تحت جنح الظلام. استمرت المعركة لفترة قصيرة لكن استطاعت الدفاعات العراقية من ضرب القوات الإيرانية القادمة إلى الشاطئ. على الرغم من الفشل فقد واصلت إيران القيام بالمزيد من العمليات وحشد ضباط أكثر خبرة من الباسدران للمعركة. بعد أسبوعين أطلقت إيران رسميا عملية كربلاء 5.

## المعركة
بدأت عملية كربلاء 5 في منتصف ليل 9 يناير بمهاجمة الحرس الثوري والباسيج لخطوط الدفاع العراقية إلى الجنوب من بحيرة الأسماك واجتياح كتيبة المشاة العراقية. موجة أخرى من الإيرانيين عبروا البحيرة عن طريق القوارب وهبطوا على الشواطئ الغربية حيث اتجهوا نحو نهر شط العرب. لكنهم واجهوا هجوما مضادا من قبل ألوية الحرس الجمهوري العراقي مما أدى إلى خسائر فادحة على الجانبين. بعد الاستلاء على الناحية الجنوبية المسمى الدعي فقد قضى الإيرانيين 9 و10 يناير في اجتياح خطين من خطوط الدفاع العراقية الخمسة باستخدام الدبابات العراقية لقصف البصرة والتحصينات الأخرى جنبا إلى جنب مع دباباتهم الخاصة كذلك.
في 14 يناير وجدت قوات حرس الحدود العراقية أنفسهم في السطر الثالث من الخنادق من قبل القوات الإيرانية التي كانت تتحرك في كلا الجناحين. الهجمات الجوية والمدفعية أدت إلى سقوط القذائف والصواريخ. بعد قتال عنيف انسحب العراقيين عبر القناة في 17 يناير واتجه الإيرانيون جنوبا نحو شط العرب مع الاستيلاء على جزيرة صغيرة في الشط. ومع ذلك تمكن العراقيين من صد موطئ القدم الإيراني المؤقت على الطرف الشرقي من جزيرة أم الطويل عن طريق تحريك من الغرب في الجزيرة. في الأيام التالية تمكن الإيرانيون من تأمين رأس الجسر على طول الشواطئ التي تبعد 9.5 كيلومتر (5.9 ميل) في العراق. اعترف العراقيين لاحقا أنهم فقدوا من 50 إلى 60 طائرة بسبب صواريخ أرض جو الإيرانية (10٪ من قوتهم الجوية) ولفترة وجيزة تفوق الإيرانيين جويا بالقوة الجوية المحدودة والسماح لكلا الطائرات المقاتلة وطائرات الهليكوبتر بمهاجمة الدبابات والأهداف الأرضية الأخرى. تمكنت إيران أيضا من استيراد سرا نظام الدفاع الجوي المحمول السويدي آر بي إس 70.
هيمنت القوات الجوية الإيرانية في المعارك وبتقديم دفاع جوي قوي فإنها ردعت وتسببت في وقف مساندة القوة الجوية العراقية لقواتهم. بدلا من ذلك بدأ العراقيون في قصف طرق الإمداد الإيرانية بالأسلحة الكيميائية فضلا عن المدن الإيرانية بالقنابل التقليدية بما فيها طهران وأصفهان وقم. يعتقد أن نحو 3000 من المدنيين الإيرانيين قتلوا في هذه الهجمات. قامت إيران باطلاق 11 صاروخ بعيد المدى نحو الأراضي العراقية الأمر الذي أدى إلى استمرار الخسائر الفادحة في صفوف المدنيين وقتل ما لا يقل عن 300. في وقت لاحق في المعركة وبعد أن تلقت القوات البرية خسائر فادحة بسبب عدم وجود الدعم الجوي فقد عادت الطائرات العراقية إلى ساحة المعركة مرة أخرى في مواجهة نظرائهم الإيرانيين.
بحلول 22 يناير أطلق الإيرانيون هجوما جديدا عندما اخترقوا خط الدفاع الرابع من أصل خمس خطوط دفاع. كانوا ضمن 12 كيلومتر (7.5 ميل) من المدينة. في هذه المرحلة أصبحت المعركة في طريق مسدود. وجد العراقيون أنفسهم على المحيط الخارجي للبصرة في حين أن الإيرانيين كانوا قريبين بما فيه الكفاية لرؤية المباني الشرقية من المدينة. بث التلفزيون الإيران لقطات من ضواحي البصرة ولكن لم يستطع الإيرانيين التقدم أكثر. حدث قصف متكرر وثقيل عن طريق صواريخ المدفعية متوسطة المدى مما أدى إلى قيام القوات العراقية بإجلاء الكثير من السكان المدنيين إلى شمال العراق.
تدهورت الحالة إلى درجة التي جعلت صدام حسين يقوم بزيارة نادرة للقوات. خلال زيارته أعلن صدام عن تغيير كبير في القيادة بعزل طالع خليل إرحيم الدوري من قيادة الفيلق الثالث وتنفيذ عقوبة الإعدام في العديد من الضباط ذوي الرتب الدنيا رميا بالرصاص بسبب أدائهم الضعيف. تم استبدال طالع بالفريق الركن ضياء الدين جمال قائد الفيلق الخامس في شمال العراق. شوهد رئيس البرلمان الإيراني والقائد العام للقوات المسلحة أكبر هاشمي رفسنجاني في الخطوط الأمامية لجبهة الحرب لمراقبة المكاسب التي حققتها القوات الإيرانية.
بحلول الأسبوع الرابع من الهجوم حافظت إيران على وجودها في الطرف الشرقي من بحيرة الأسماك وجيرة أم الطويل ونهر جاسم وقناة دعي للري. ومع ذلك فإن غالبية القوات الإيرانية كانت منهكة. ركزت المدفعية العراقية قذائف الهاون على طرق إعادة الإمداد الإيرانية التي تعيق تقدم القوات بأسلحة كيماوية وتقليدية في حين لجأ الإيرانيين إلى المخابئ.
أطلق الحرس الجمهوري العراقي هجوما مضادا في 28 يناير. باستخدام موجات من الدبابات والمدفعية وطائرات الهليكوبتر الحربية اعتدت قوات القسم الثالث العراقي على مجموعة صغيرة من الإيرانيين على الجانب الغربي لبحيرة السمك قبل أن يتجهوا إلى الجنوب الشرقي نحو نهر جاسم. قصفت المدفعية بشكل فعال طرق إعادة العرض والتعزيز الإيرانية. هذا القصف جنبا إلى جنب مع تقدم الدرع العراقي إلى منطقة المعركة خلق حركة الكماشة التي سحقت المجموعة الإيرانية الصغيرة في 7 فبراير.
كان من بين القتلى القائد الإيراني حسين خرازي. كان الإيرانيون على مقربة من اختراق خطوط الدفاع العراقية والوصول إلى مشارف البصرة ولكن في نهاية المطاف فإن قوة الخطوط العراقية أوقفت مرة أخرى الهجوم الإيراني بيد أن أبرز المكاسب الصغيرة هو وضع المدفعية الإيرانية في مدى البصرة وفي عمليات القصف التي تلت ذلك تم تدمير المدينة بشكل كبير وعلى الرغم من خسائرهم المتطرفة فقد أصدرت القيادة العليا الإيرانية بيانا بشأن الاستيلاء على 155 كيلومتر مربع (60 ميل مربع) من الأراضي التي يحتلها العدو المسمى الشلامجة وتدمير 81 لواء وكتيبة عراقية وتدمير 700 دبابة و1،500 مركبة أخرى واسقاط 80 طائرة عراقية وتدمير 250 مدفع مضاد للطائرات و400 قطعة من المعدات العسكرية والاستيلاء على 220 دبابة وناقلة جند مدرعة ومقتل 20 ألف شخص من العدو. ادعى العراقيين أنهم قتلوا 65 ألف إيراني أثناء المعركة.

## ما حدث بعد العملية
واصلت إيران قصفها للبصرة في الفترة المتبقية من فبراير وقامت بإشعال النار في مصنع للبتروكيماويات الذي أدى إلى تسرب الغاز السام جنوب المدينة. لكن كان واضحا في نهاية الشهر أن إيران قد فشلت في النجاح في العملية.
أفيد بحلول مارس أن العراقيين فقدوا 20 ألف جندي و45 طائرة في حين خسر الإيرانيون 65 ألف جندي. قتل ربع الباسدران الأكثر خبرة لقيادة الحملة. انخفض عدد سكان البصرة من مليون إلى 100 ألف وفر سكانها شمالا إلى بغداد. تضررت أو تدمرت جميع المباني على الطرف الشرقي من المدينة.
على الرغم من حقيقة أن المعركة قد انتهت فإن الحصار بقي حتى بدأت عمليات توكلنا على الله من قبل العراق في أبريل 1988. قصف الإيرانيون المدينة في حين أن ظل العراقيين راسخون وراء خطوطهم الدفاعية. باستثناء عملية كربلاء 8 التي أطلقت على المدينة في يوليو 1987 فإن الإيرانيين لم يشنوا هجمات واسعة النطاق ضد البصرة (أو في أي مكان آخر في العراق).
بعد عملية كربلاء 5 كان الجيش الإيراني ضعيف جدا ولم يشن هجمات على نطاق واسع لبقية الحرب. قتل الكثير من الباسدران ذوي الخبرة خلال المعارك بالإضافة إلى تمزق الروح المعنوية الإيرانية. أعلن القائد العام للقوات المسلحة هاشمي رفسنجاني خلال مؤتمر صحفي عن انهاء استخدام هجمات الموجات البشرية. أعلن رئيس الباسدران (الحرس الثوري الإيراني) محسن رضائي أن إيران سوف تركز حصرا على هجمات محدودة وعمليات التسلل في حين ستقوم بتسليح ودعم جماعات المعارضة داخل العراق (مثل البيشمركة وفيلق بدر). في حين أن العراق لم يكن قادرا على هزيمة إيران وبقي في موقف دفاعي حتى عام 1988 فإن هذه الخسارة إلى جانب تلك السابقة وهجمات العراق عام 1988 انضبت القوى العاملة والاقتصاد الإيراني وأقتنعت القيادة الإيرانية بأنها لا يمكنها الانتصار في الحرب والقبول بقرار الأمم المتحدة رقم 598 لوقف إطلاق النار.
على الرغم من أن العراقيين أجبروا القوات الهجومية الإيرانية على التراجع إلا أنه لا يمكن إنكار أن إيران اقتربت جدا من أبواب البصرة وأنهم هم أنفسهم قد تلقوا خسائر فادحة. عند نقطة ما واجه صدام حسين تمرد من جنرالاته الذين طالبوا بالحرية لإجراء العمليات بدون تدخل سياسي. قدمت المعركة أيضا درسا للقوات الغربية خلال عملية عاصفة الصحراء. مع فشل الجيش الشعبي العراقي السيئ التدريب والتجهيز خلال الهجمات الأولى من الهجوم فقد قام الحرس الجمهوري بصد أكثر هجمات الإيرانيين. نتج عن الحرب أن جيش صدام غير مجد في المستقبل.
كانت آثار هذه العملية أيضا في الخليج العربي بمهاجمة إيران والعراق ناقلات النفط الأجنبية التي تعمل لصالح الآخر. ضربت ما مجموعه ستة عشر سفينة في الأسابيع الخمسة الأولى من عام 1987. على الرغم من أن إيران تتفاخر بأنها ستكثف الهجمات في العام المقبل إلا أنها لم تفعل وكانت عملية كربلاء 5 الأخيرة. انتهت الحرب في 20 أغسطس 1988.